# باول هانسن بيرش
باول هانسن بيرش (بالنرويجية البوكمول: Paul Hansen Birch)‏ هو ضابط وسياسي نرويجي، ولد في 20 يوليو 1788، وتوفي في 1840.